# へっつい幽霊
へっつい幽霊（へっついゆうれい）は古典落語の演目。元は上方落語の演目でかまど幽霊ともいう。原話は、安永2年（1773年）に出版された笑話本『俗談今歳花時』の一遍である『幽霊』。
題にある「へっつい」とは、かまどのことであり、どちらも「竈」の字をあてる。

## 概要
安永2年（1773年）に出版された笑話本『俗談今歳花時』の一遍である『幽霊』を原話とし、元は上方落語の演目であった。明治末期に東京に移されたとし、以降『へっつい幽霊』の題で知られる。現在に一般に知られるサゲは下記のあらすじの通りで3代目桂三木助や6代目三遊亭圓生が演じて広まったが、本来のものは幽霊が負けた晩はおとなしく消えるが、翌晩に再び現れて「そんなに金がほしいか」と問う熊に対し、「せめてテラ（寺）がほしい」と幽霊が返すというものであった（「テラ銭」と掛けている）。

## あらすじ

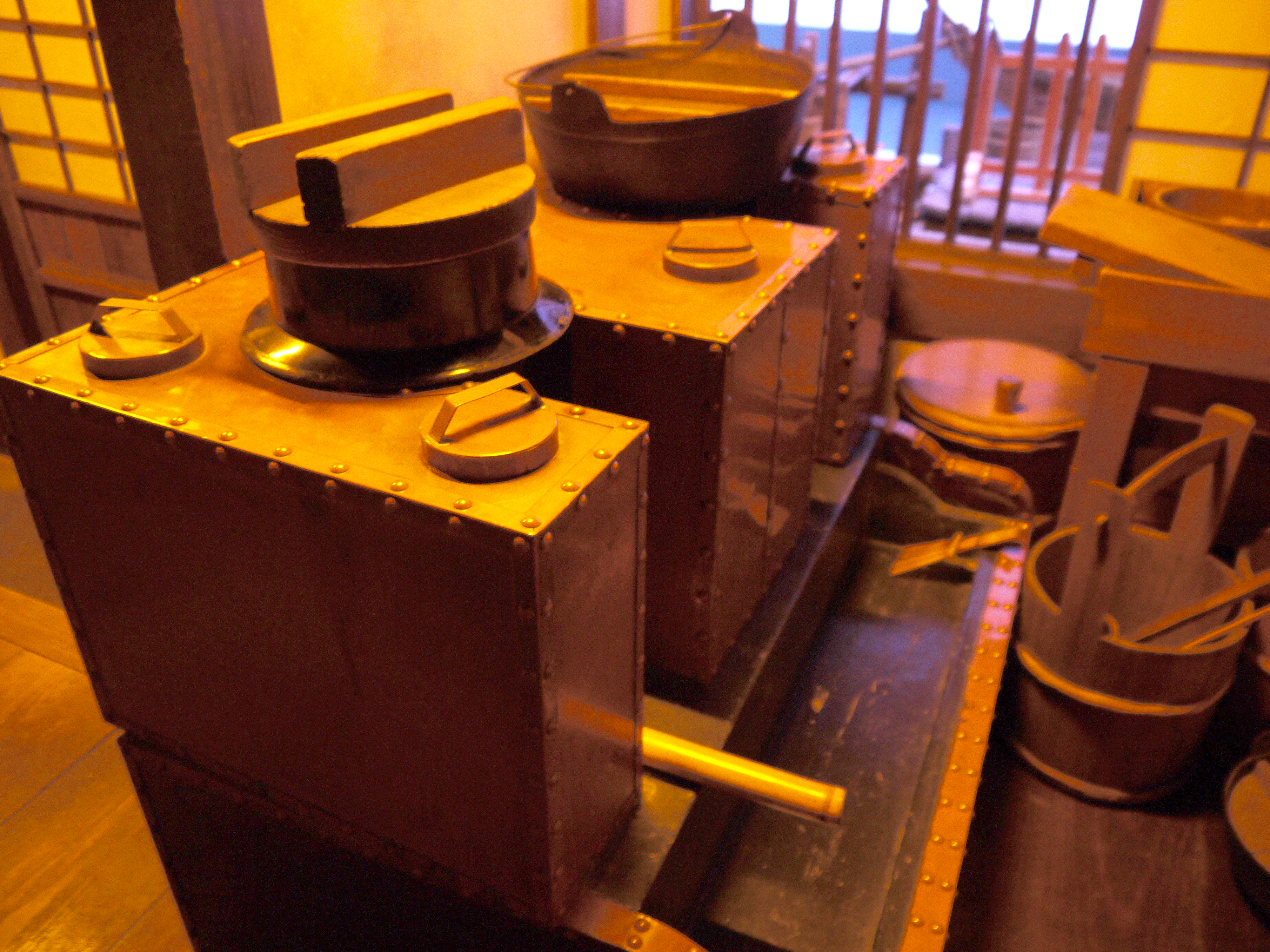
へっつい

とある道具屋にあった「へっつい」は、買われれても、翌日には買った客が買った金額よりも安く返しに来る不思議なものであった。それが何度も続くので道具屋の主人が、返しにやってきた客にわけを尋ねると、夜中に痩せた男の幽霊が現れ「金を出せ」と脅かしてくると明かした。やがてあの店の品は幽霊が出ると噂が立つようになり、困った道具屋は3両の引取料で、へっついを貰ってくれる人を探し始める。この話を聞いた大の博打好きで有名な長屋の熊は、隣に住む悪友の遊び人で勘当中の若旦那と共に引き取りに行く。道具屋も熊の度胸の良さを買い、快く手放す。
熊と若旦那の2人は重いへっついを、若旦那の家へと運び込む。だが、その途中でうっかりへっついを落としてしまい、角が欠けてしまう。するとその中から300両という大金が出てくる。さっそく2人はこれを山分けにし、熊は博打で、若旦那は吉原でそれぞれ150両という大金を一晩で使い果たしてしまう。
翌晩、若旦那が寝ているとへっついから幽霊が現れ、悲鳴を上げる。その声を聞いて熊がかけつけると、果たして幽霊がいるが、度胸のある熊は幽霊にお前は何者かと尋ねる。幽霊曰く、生前の自分は左官であったと言い、熊と同じく大の博打好きだという。ある時の賭場で大勝ちをして300両という大金を得て、これをへっついの中に隠した後、フグで一杯やっていたら、あたって死んでしまった。しかし、300両に未練があって成仏できず、夜な夜な金の有りかを聞いていたと明かす。
300両は熊と若旦那で使ってしまってもう無い。2人は相談して若旦那は実家に急いで戻り、母親に事情を話して金を工面してもらう。熊たちは幽霊に300両を返すが、幽霊も熊も博打打ちゆえに、それを元金にして丁半博打を興じ始める。しかし、この勝負は熊が好調であり、勝ちに勝って、ついには幽霊の元手は無くなってしまうが、これに懲りずに幽霊は「もう一勝負」と熊に頼み込む。さすがの熊も「銭がねえならおしまいだ」とあしらうが、幽霊はいう。
「銭がなくてもあっしも幽霊です。決して足は出しません」